# Sarah Lyttelton
Sarah Lyttelton, née Spencer le 29 juillet 1787 à Althorp et décédée le 13 avril 1870 à Hagley, est une courtisane britannique, gouvernante d'Édouard VII et épouse de William Lyttelton, 3e baron Lyttelton.

## Biographie

### Jeunesse et famille
Lady Sarah Spencer est née au domaine Spencer d'Althorp dans le Northamptonshire le 29 juillet 1787. Elle est l’aînée du politicien whig George Spencer, 2e comte Spencer et de son épouse Lavinia Bingham,.
Sarah Spencer épouse sir William Henry Lyttelton en mars 1813, après de courtes fiançailles de deux mois,. Il succède à son demi-frère au baronnât de Lyttelton en 1828, à la suite de quoi ils s'installent à Hagley Hall dans le Worcestershire. Ils ont cinq enfants : deux filles, Caroline et Lavinia et trois fils, George, Spencer et William,.
Le 25 juillet 1839, son fils aîné, George, 4e baron de Lyttelton, épouse Mary, la fille de sir Stephen Richard Glynne. Le mariage a lieu à Hawarden, en la propriété de William Ewart Gladstone, qui épouse simultanément la sœur de Mary, Catherine. George devient un érudit classique distingué comme son père, mais se suicide en 1876 en se jetant dans un escalier. La fille de Sarah, Lavinia, épousera plus tard le révérend Henry Glynne, frère de Catherine et Mary Glynne.

### Dame d'honneur
Sarah Lyttelton, veuve depuis 1837, s'est vue offrir peu de temps après le poste de Lady of the Bedchamber auprès de la reine Victoria. On dit qu'à cette époque, elle aurait commenté à une amie que « le rôle de conseillère, une femme d'influence, une probable protectrice ou amélioratrice de la morale nationale est précisément le tout dernier que je pourrais occuper convenablement ». Malgré cela, Lyttelton gagne le respect de la reine et du prince consort, et, en avril 1843, elle est nommée Gouvernante des enfants royaux, qui continuèrent à l'appeler « Laddle », même une fois devenus adultes.

### Fin de vie et mort
En 1850, à la suite du décède de Lavinia après la naissance de son quatrième enfant, Lady Lyttelton demande la permission à la reine de démission pour qu'elle et sa fille restante, Caroline, puissent retourner à Hagley pour s'occuper des enfants orphelins. Cette demande est accordée à contrecœur, la reine reconnaissant que ses raisons son irréfutables. Elle reçoit une pension annuelle extrêmement généreuse de 800 livres.
Sarah Lyttelton décède à Hagley le 13 avril 1870 à l'âge de 82 ans.
En 1912, John Murray, publie la correspondance de Sarah Spencer, Lady Lyttelton, éditée par Maud Mary Lyttelton Wyndham, qui devient en 1952 la baronne Leconfield.